# Soroki (rejon żółkiewski)
Soroki (ukr. Сороки) – wieś na Ukrainie w rejonie lwowskim (wcześniej w rejonie żółkiewskim) obwodu lwowskiego.

## Historia
Pod koniec XIX w. część wsi Zameczek w powiecie żółkiewskim.